# DNCA Finance
 (janvier 2022).
DNCA Finance est une société de gestion d'actifs française, fondée à Paris en 2000 et rachetée par Natixis Investment Managers en 2015. La société est renommée DNCA Investments en 2015.
En juin 2025, ses encours sous gestion pour compte de tiers ont atteint le niveau des 40 milliards d'euros, gérés à travers une gamme de 48 OPCVM.

## Histoire

### Premières années
DNCA Finance est fondée en 2000 par Xavier Delaye, Charles Nouailhetas et Joseph Châtel. Le nom « DNCA » est l'abréviation par siglaison de Delaye, Nouailhetas, Châtel et Associés.
La société de gestion est lancée alors que les marchés financiers connaissent l'éclatement de la bulle Internet. En 2002, Jean-Charles Mériaux, jusqu'alors gérant du fonds « Tricolore Rendement » (Sicav d'actions françaises) à La Compagnie Financière Edmond de Rothschild, s'associe aux 3 fondateurs. Jean-Charles Mériaux s'était illustré en restant à l'écart des valeurs Internet, permettant ainsi à son fonds de conserver de bonnes performances malgré un environnement de marché troublé.
Au cours des années suivantes, la société se développe en créant plusieurs OPCVM dans les domaines de la gestion actions, de la gestion obligataire et de la gestion de performance absolue. DNCA recrute en parallèle de nouveaux gérants. En 2006, la banque d'affaires italienne Banca Leonardo entre au capital de DNCA et possède alors 34 % de la société, avant de devenir rapidement son actionnaire majoritaire. Fin 2007, les encours gérés par DNCA s'élèvent à 4,9 milliards d'euros, la collecte étant poussée par Banca Leonardo en Italie.
S'ensuivent quelques années plus difficiles : avec la crise boursière de 2008, les encours sous gestion retombent temporairement à 3,6 milliards d'euros et la crise de la zone euro de l'année 2011 ralentit le développement de la société. En août 2011, le fonds d'investissement américain TA Associates entre au capital de DNCA et devient actionnaire majoritaire de la société en rachetant la participation de Banca Leonardo, qui conserve toutefois 10 % du capital de la société.

### Croissance des encours et rachat par Natixis GAM
DNCA connaît de nouveau une forte collecte sur sa gamme d'OPCVM à partir de l'année 2013. Avec 2,8 milliards collectés en 2013 puis 5 milliards en 2014, les encours gérés par DNCA pour compte de tiers atteignent 14,6 milliards d'euros en janvier 2015, ce qui en fait alors l'une des principales sociétés de gestion d'actifs indépendantes en France.
Grâce notamment à ce succès, Natixis Global Asset Management, filiale du groupe Natixis, annonce en février 2015 le rachat pour 549 millions d'euros de 70 % du capital de DNCA, qui devient ainsi l'une des « boutiques de gestion » de Natixis GAM. À partir de juillet 2015, DNCA Finance utilise la dénomination DNCA Investments sur son logo, de manière à « améliorer la lisibilité de sa marque auprès des investisseurs internationaux » dans le cadre de sa nouvelle place au sein de Natixis GAM.
Fin 2015, la clientèle étrangère (non française) représentait 47 % du total des encours gérés par DNCA. DNCA est notamment caractérisée par son fort développement en Italie, avec 5,9 milliards d'euros provenant de la clientèle italienne à cette même date, soit plus de 30 % des encours totaux gérés par la société. Les encours gérés par la société ont atteint 20 milliards d'euros en juin 2016.
En janvier 2025, Jean-Charles Mériaux et Grégoire Scheiff annoncent leur départ en retraite. François Collet et Géraldine Courtois-Prévert leur succèdent.

## Principaux fonds gérés
En 2025, DNCA Finance gère une gamme de 48 OPCVM segmentée en quatre catégories :
- la gestion actions : OPCVM investis en actions ;
- la gestion taux : OPCVM investis en obligations ;
- la gestion mixte : OPCVM pouvant être investis sur des proportions variables d'actions et d'obligations ;
- la gestion de performance absolue : OPCVM visant à dégager un rendement le plus régulier possible sans dépendre des conditions de marché, par exemple à travers des stratégies de gestion long/short.
- la gestion investissement socialement responsable (ISR) : Complémentaires à l’analyse financière et créateurs de valeur, les critères environnementaux, sociaux et de gouvernance d’entreprise (ESG) sont le cœur d’expertise de la gestion ISR..

Parmi les principaux fonds gérés par DNCA se trouvent notamment :
- le fonds Eurose (9,6 milliards d'euros d'encours sous gestion en 2017, lancé en 2000 et considéré comme le fonds le plus célèbre de la société de gestion. Il s'agit d'un fonds de la catégorie « gestion mixte », davantage investi en obligations qu'en actions.
- le fonds Centifolia (1,9 milliard d'euros d'encours sous gestion en 2017, principal fonds géré par DNCA dans la catégorie « gestion actions ».
- le fonds DNCA Invest Miuri (2,6 milliards d'encours sous gestion en 2017, principal fonds de performance absolue.

## Principaux collaborateurs
En juin 2025, DNCA comptait 176 collaborateurs dont 60 analystes et gérants, tous basés à Paris. Le comité de direction est composé des trois personnes suivantes :
Éric Franc est directeur général de DNCA depuis 2014. Il était auparavant chargé des activités de Banque Privée du Groupe Natixis (Banque Privée 1818, Natixis Bank) et Directeur de la gestion privée et des partenariats financiers d'Axa France de 2002 à 2009.
Jean-Charles Mériaux est directeur de la Gestion de DNCA depuis 2015. Il a également occupé les postes de Directeur Général puis de Président de DNCA entre 2002 et 2015. Jean-Charles-Mériaux  est arrivé chez DNCA en novembre 2002 et a créé les fonds « Centifolia » puis « Eurose » après avoir travaillé à la Compagnie Financière Edmond de Rothschild.
Grégoire Scheiff est directeur associé de DNCA depuis 2003. Il était auparavant Directeur de la gestion actions chez Oddo et Cie.